# Wadjet

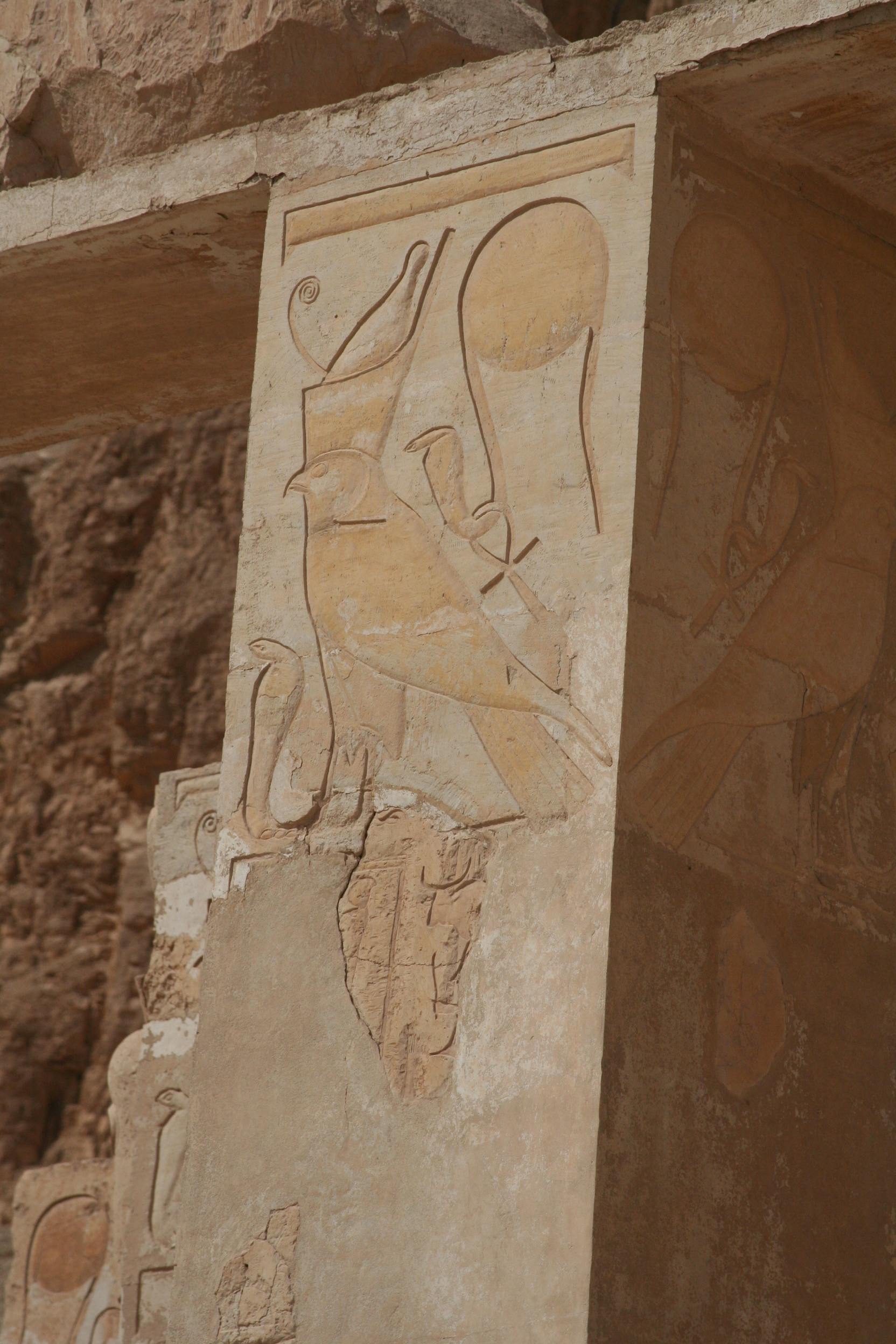
Hình ảnh nữ thần Wadjet dưới dạng rắn thần trên tường của đền thờ Luxor.

Wadjet (tiếng Hy Lạp: Uto, Buto) là một nữ thần của người Ai Cập cổ đại, người bảo trợ cho Hạ Ai Cập. Nekhbet và Wadjet là 2 nữ thần xuất hiện trong tên Nebty (tên "Hai quý bà") của một pharaoh.
Ban đầu Wadjet được thờ cúng tại thành phố cổ Per-Wadjet (Buto), nơi được đặt theo tên của nữ thần. Sau khi Ai Cập thống nhất, bà cùng Nekhbet trở thành 2 vị nữ thần bảo vệ của Ai Cập. Ngoài ra, cả 2 cũng có nhiệm vụ bảo vệ cho các pharaoh, các bà mẹ và những đứa trẻ.

## Biểu tượng
Wadjet được miêu tả là một con rắn hổ mang đội chiếc đĩa Mặt trời, thường đứng bên cạnh một con kền kền - biểu tượng của Nekhbet. Hình ảnh này xuất hiện trên vương miện các pharaoh và nữ hoàng, gọi là biểu tượng Uraeus. Ngoài ra, bà cũng xuất hiện với hình dạng một phụ nữ đội vương miện Đỏ (tựng trưng cho vùng Hạ Ai Cập) hoặc một con rắn với cái đầu phụ nữ.

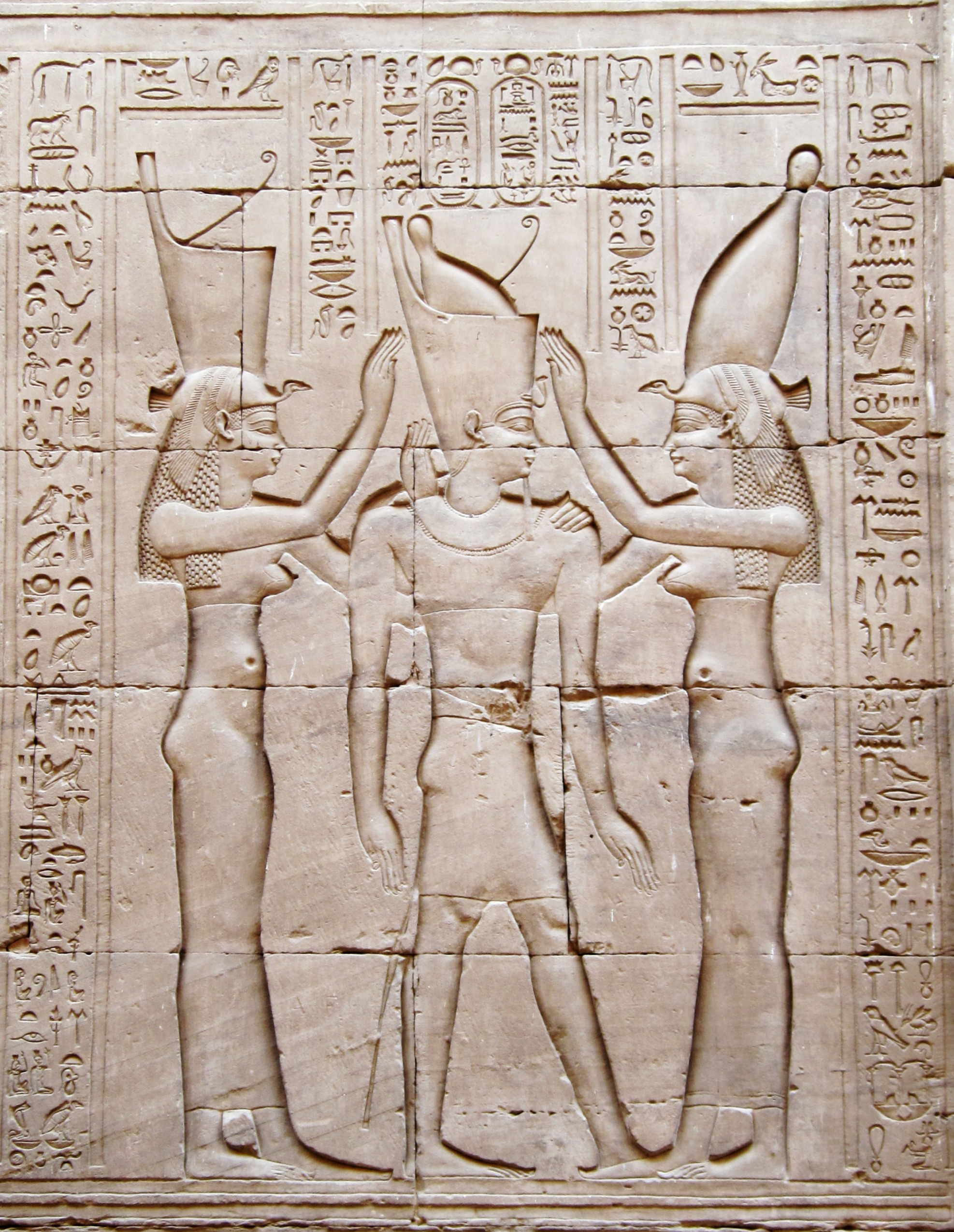
Nữ thần Wadjet (bên trái) và Nekhbet (bên phải) đội 2 vương miện của Thượng và Hạ Ai Cập - Ảnh chụp tại đền Edfu

## Thần thoại
Tên của nữ thần nghĩa là "Màu của cây cói". Trong tiếng Ai Cập cổ đại, wadj là màu xanh lá (màu của loài cói) và et chỉ giới tính nữ. Theo những văn tự cổ xưa, bà là người đã tạo nên những vùng đầm lầy, từ đó loài cói mới phát triển.
Theo thần thoại, sau khi 2 người con là Shu và Tefnut ra đi và bị lạc trong vùng nước của thần Nun, thần Atum (hoặc Ra) đã gửi "con mắt" của mình để tìm 2 thần. Biết ơn vì đã giúp gia đình đoàn tụ, Ra đã biến nữ thần thành con rắn hổ mang, đặt lên đầu mình để có thể bảo vệ ngài. Vì vậy, đôi khi "Con mắt của Ra" được gọi là Wadjet. Bastet, Sekhmet, Hathor và một số nữ thần khác cũng nhận danh hiệu này, và đều được coi là con gái của Ra. Từ chuyện đó nên biểu tượng Uraeus xuất hiện rất nhiều trên các mũ miện pharaoh. 

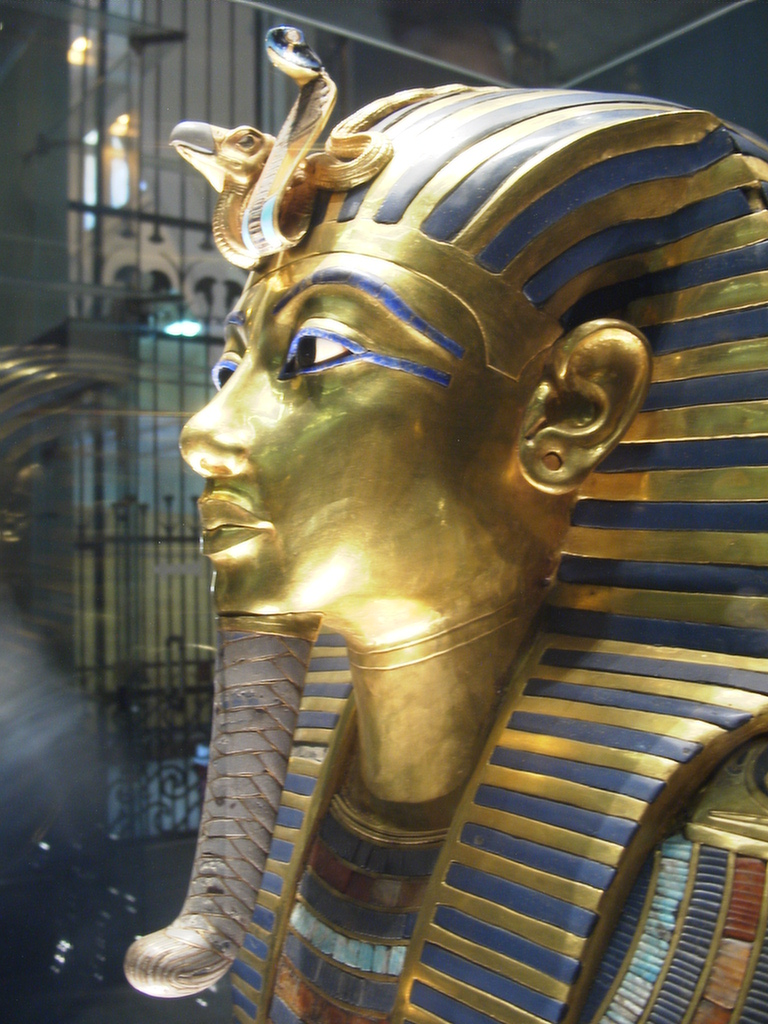
Mặt nạ bằng vàng của vua Tut với biểu tượng Uraeus.

Wadjet thường được coi là một vị thần hung dữ, ngược lại với tính cách nhẹ nhàng của Nekhbet. Tuy vậy, bà đã giúp Isis và Horus trốn tránh khỏi Set khi ở dưới đầm lầy. Vì vậy bà được xem là người bảo hộ cho mọi bà mẹ và những đứa con của họ. Khi Horus trưởng thành, cả 2 nữ thần Nekhbet và Wadjet đều cùng ông chiến đấu với Set. Horus hóa thành đĩa Mặt trời với đôi cánh, trong khi Nekhbet và Wadjet hóa thành 2 con rắn vây quanh mặt trời. Vào thời vương triều thứ 18, các nữ hoàng thường gắn thêm biểu tượng 2 con rắn thần trên vương miện của họ.
Sau khi Thượng và Hạ thống nhất, Nekhbet và Wadjet trở thành vợ của thần sông Nile Hapi, con sông chảy qua 2 vùng đất. Đôi khi Nekhbet, Bast và Mut liên kết với nhau trở thành bộ ba Mut-Wadjet-Bast.
Nữ thần Nekhbet còn được gọi với danh hiệu "Nữ thần của lửa", do sự phun lửa vào kẻ thù khi bảo vệ thần Ra, giống như rắn hổ mang phun nọc vào mắt những kẻ tấn công nó.

## Thờ cúng
Nekhbet được thờ phụng tại ngôi đền Pe-Dep tại thành phố Per-Wadjet, được xây dựng từ thời Tân vương quốc. Một ngôi đền lớn cũng được xây dựng tại thành phố cổ Imet (Tell Nebesha ngày nay) thuộc hạ lưu sông Nile. Tại đây thì bà được thờ với Horus và Min, với danh hiệu "Nữ thần của Imet".
Bà là vị thần cai quản giờ thứ 5 của ngày thứ 5 của tháng 11, tính theo lịch Ai Cập cổ đại, là tháng thu hoạch của Ai Cập. Nhiều lễ hội được tổ chức vào các ngày 10/6, 7/10 và 8/12 (lịch Ai Cập) trong năm để tôn vinh nữ thần. Ngày 10/6 được xem là "Ngày ra đi của Wadjet", ngày 7/10 và 8/12 được tổ chức gần thời điểm hạ chí và đông chí.
Xác ướp của loài cầy mangut và chuột chù được bỏ vào trong những bức tượng của thần Wadjet và chôn theo người chết. Do cầy mangut Ai Cập có thể giết rắn nên chúng được xem là loài vật thiêng của thần Horus.